# Паризо (Тарн)
Паризо́ (фр. Parisot, окс. Parisòt) — коммуна во Франции, находится в регионе Юг — Пиренеи. Департамент — Тарн. Входит в состав кантона Дё-Рив. Округ коммуны — Альби.
Код INSEE коммуны — 81202.

## География

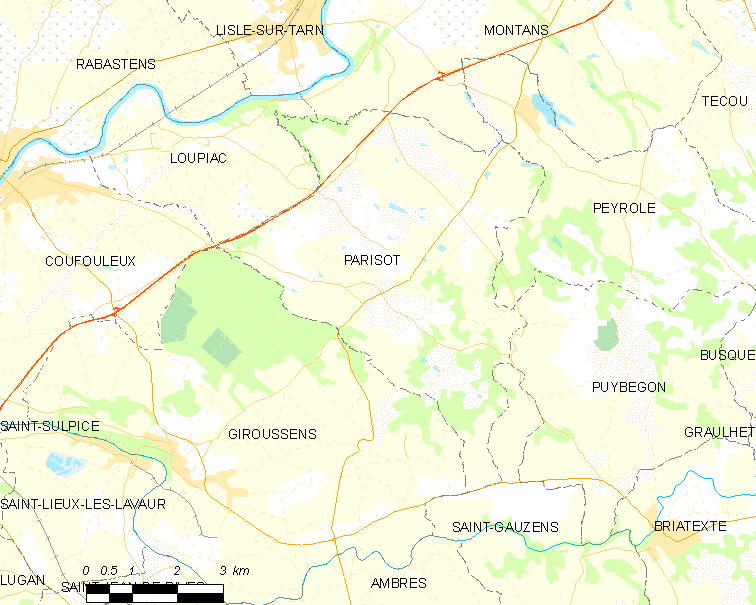
Карта коммуны

Коммуна расположена приблизительно в 570 км к югу от Парижа, в 38 км северо-восточнее Тулузы, в 29 км к юго-западу от Альби.

## Климат
Климат умеренно-океанический. Зима мягкая и дождливая, лето жаркое с частыми грозами. Ветры довольно редки.

## Население
Население коммуны на 2010 год составляло 883 человека.
| 1962 | 1968 | 1975 | 1982 | 1990 | 1999 | 2010 |
| ---- | ---- | ---- | ---- | ---- | ---- | ---- |
| 590  | 537  | 502  | 522  | 508  | 563  | 883  |

## Экономика
В 2007 году среди 476 человек в трудоспособном возрасте (15—64 лет) 371 были экономически активными, 105 — неактивными (показатель активности — 77,9 %, в 1999 году было 70,5 %). Из 371 активных работали 346 человек (182 мужчины и 164 женщины), безработных было 25 (11 мужчин и 14 женщин). Среди 105 неактивных 35 человек были учениками или студентами, 37 — пенсионерами, 33 были неактивными по другим причинам.